# Llista de peixos del llac Victòria

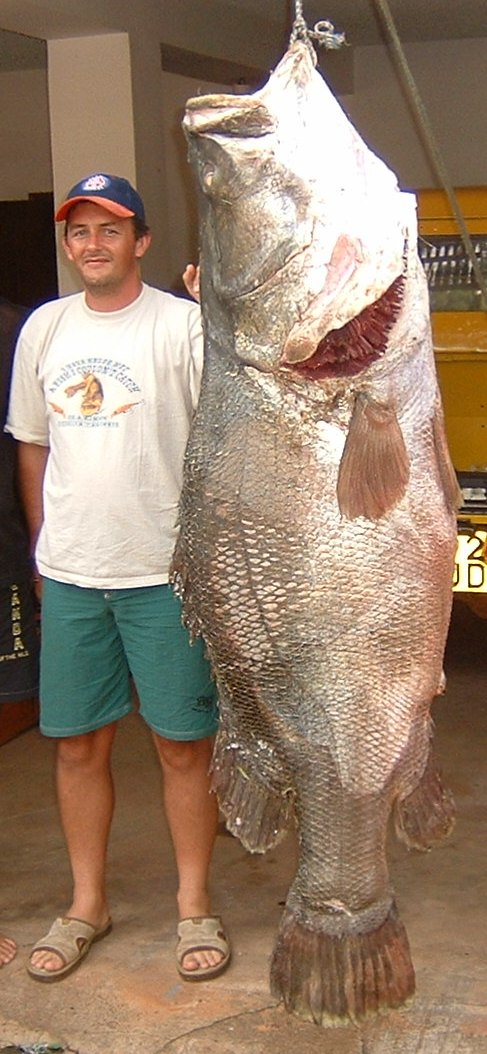
Perca del Nil (Lates niloticus)

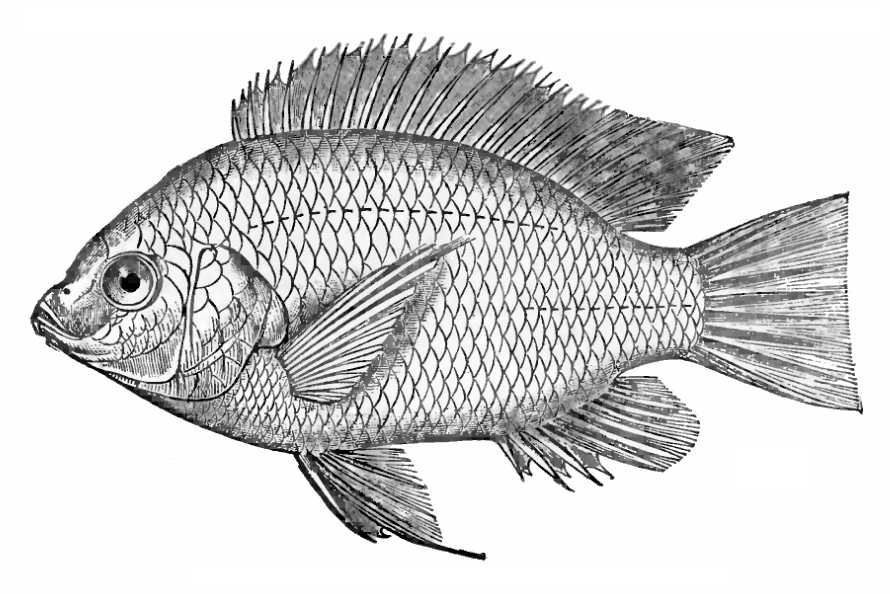
Tilàpia del Nil (Oreochromis niloticus)

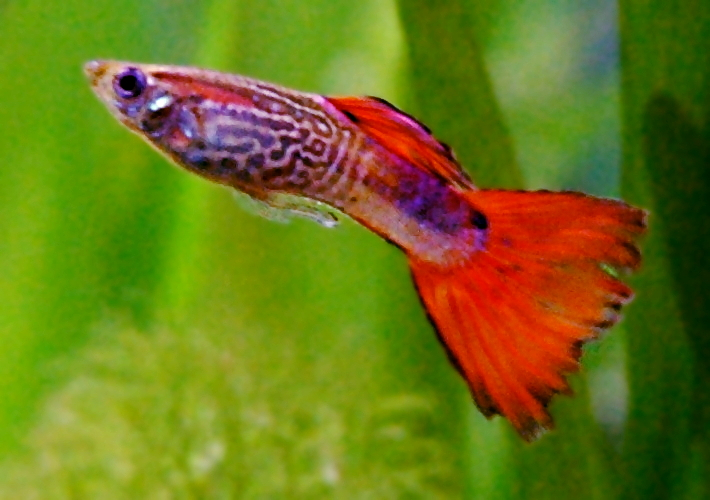
Poecilia reticulata

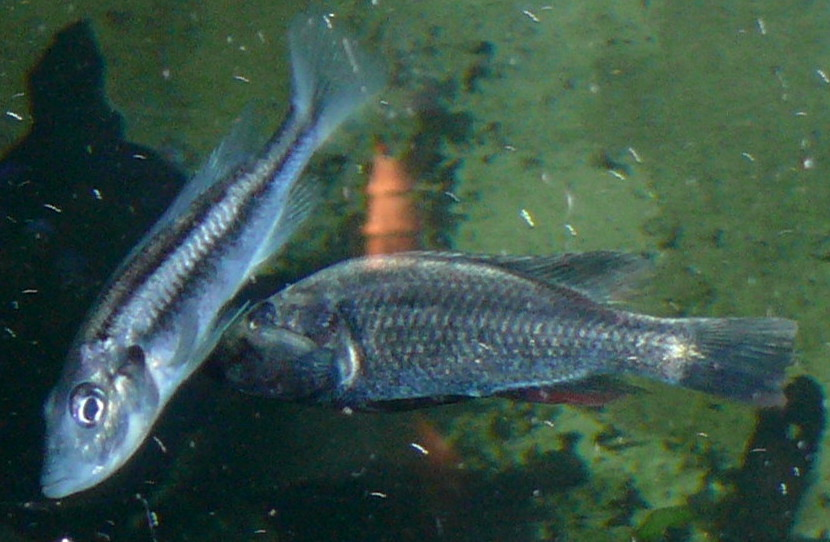
Haplochromis thereuterion

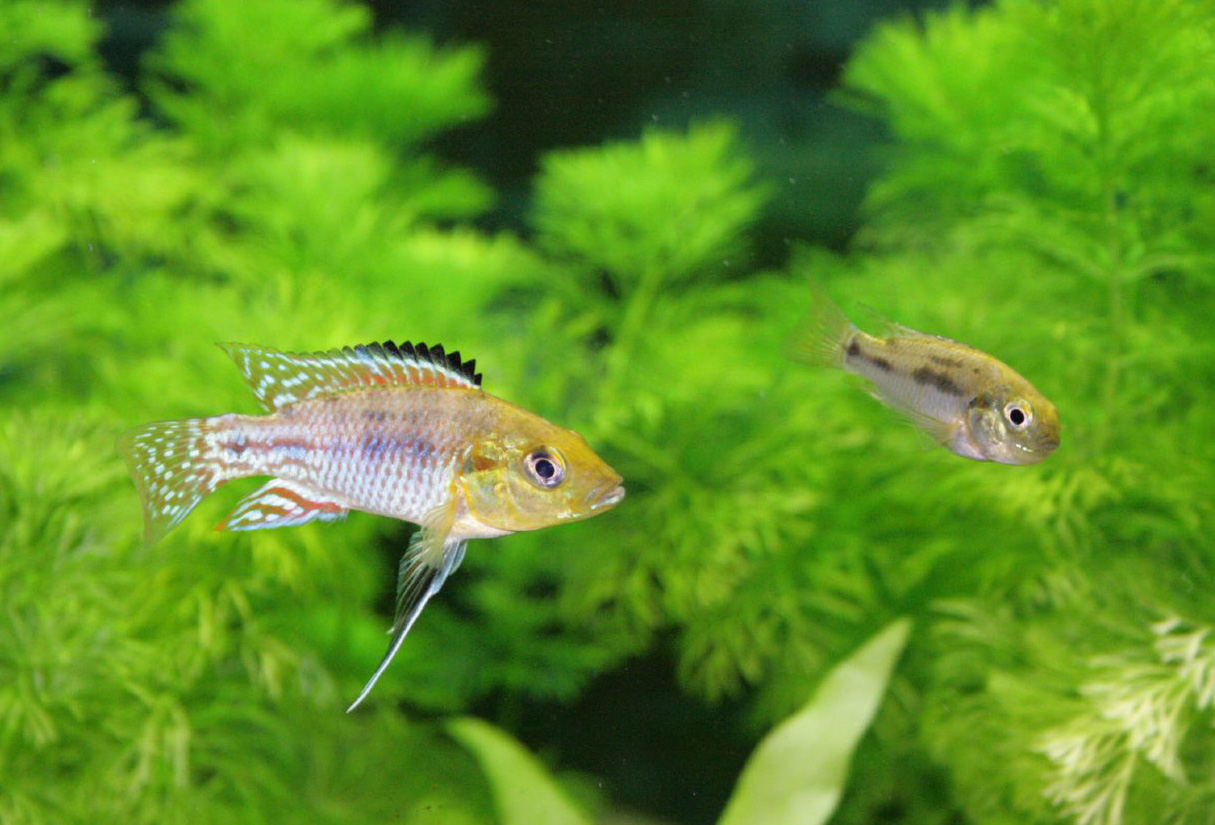
Pseudocrenilabrus multicolor

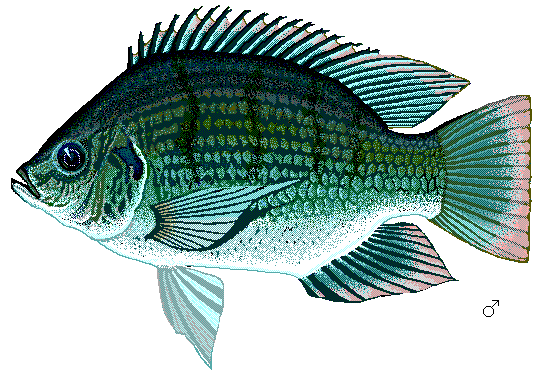
Sarotherodon galilaeus galilaeus

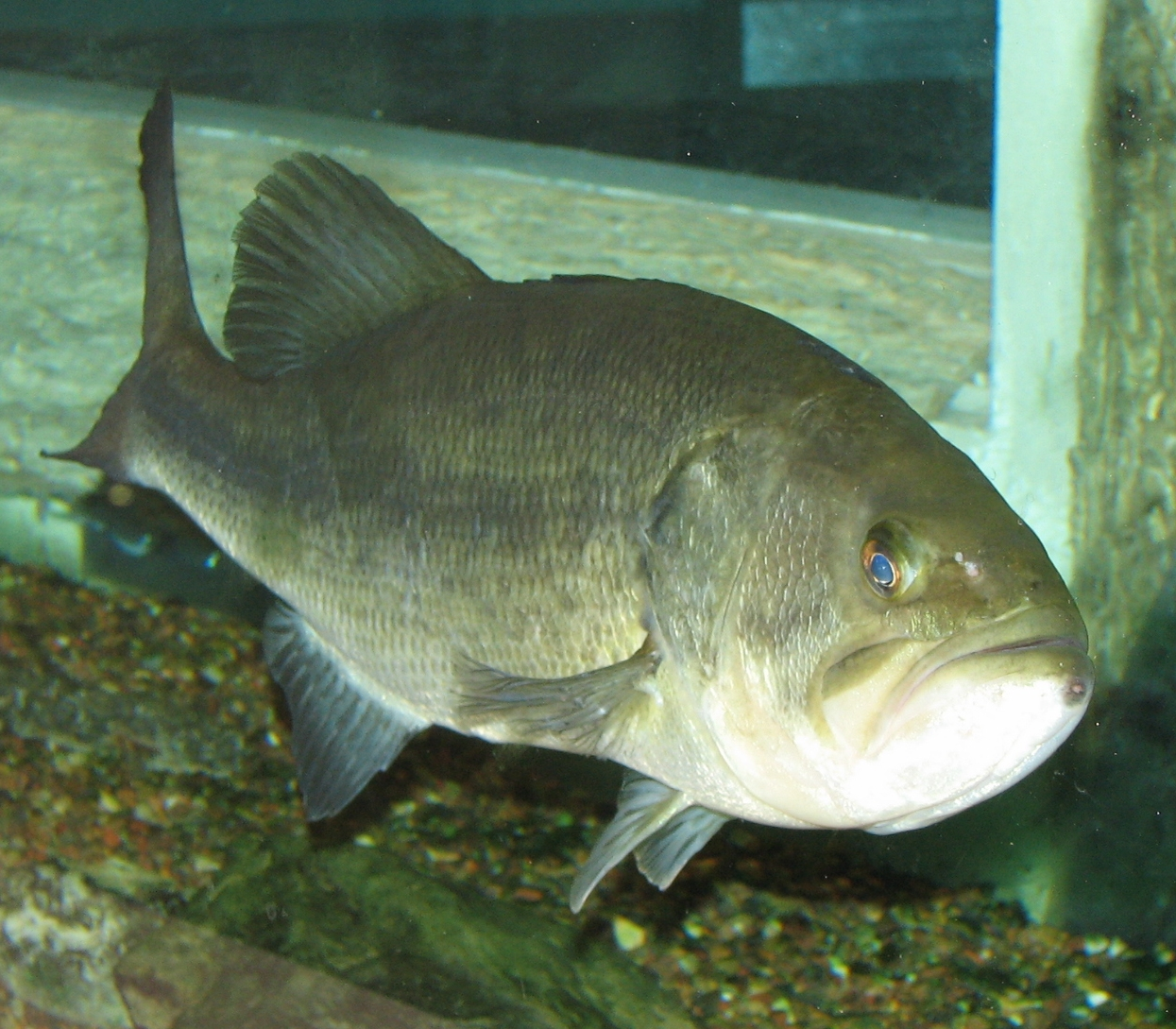
Perca americana (Micropterus salmoides)

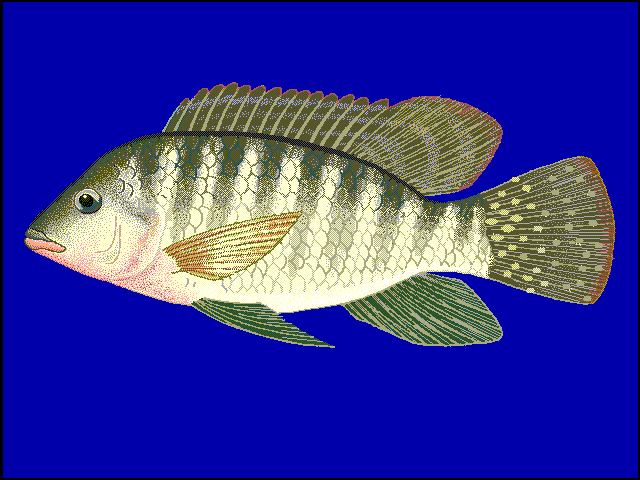
Tilapia zillii

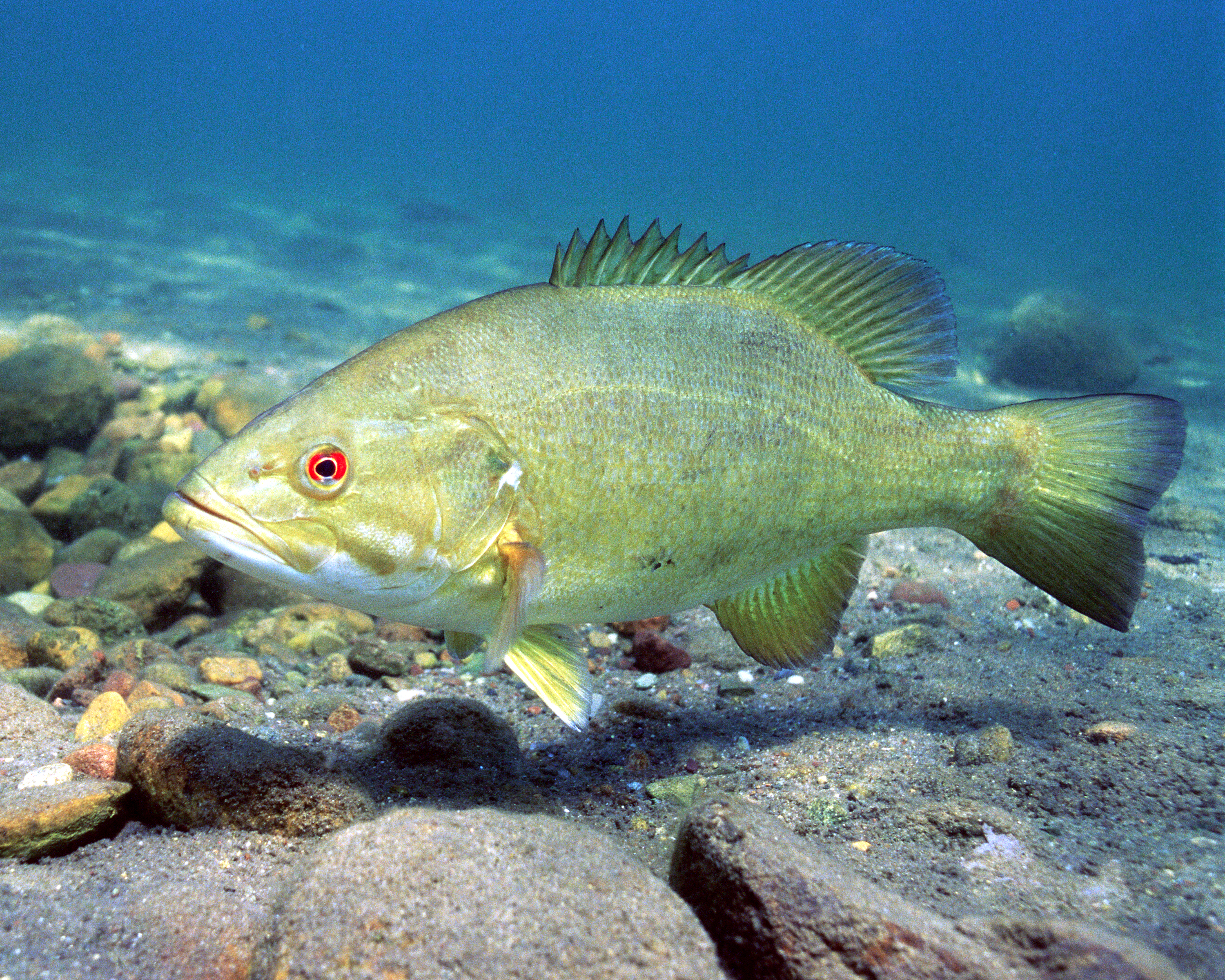
Micropterus dolomieu

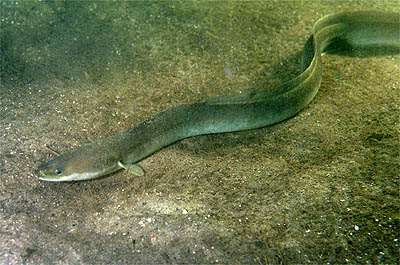
Anguila (Anguilla anguilla)

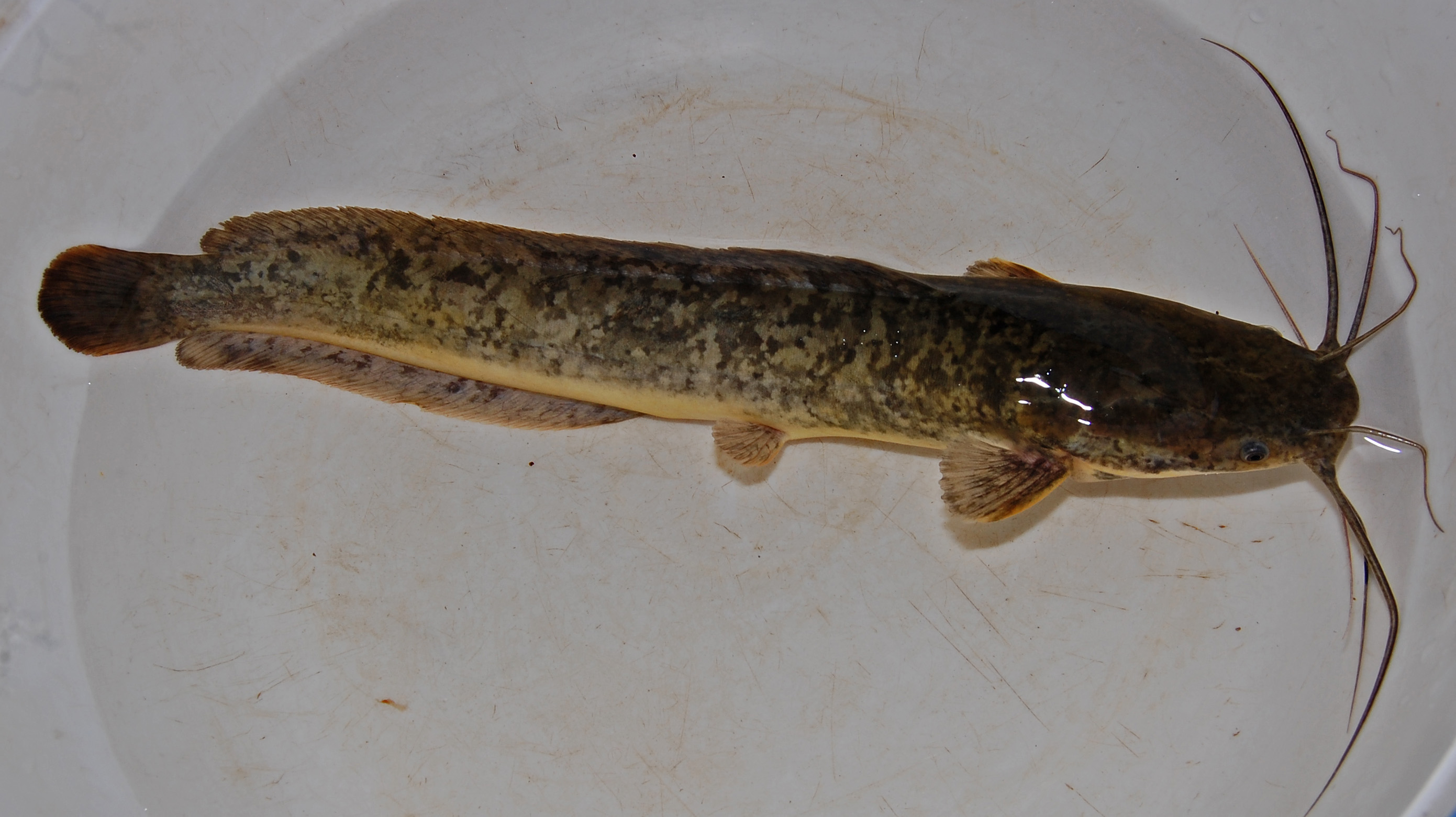
Clarias gariepinus

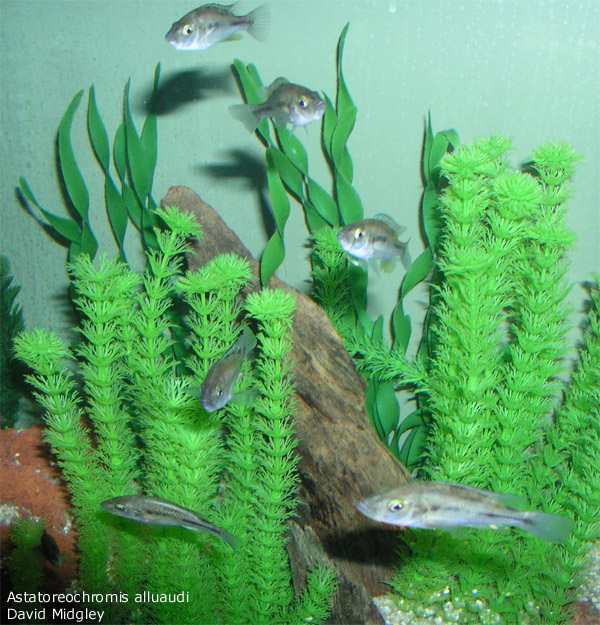
Astatoreochromis alluaudi

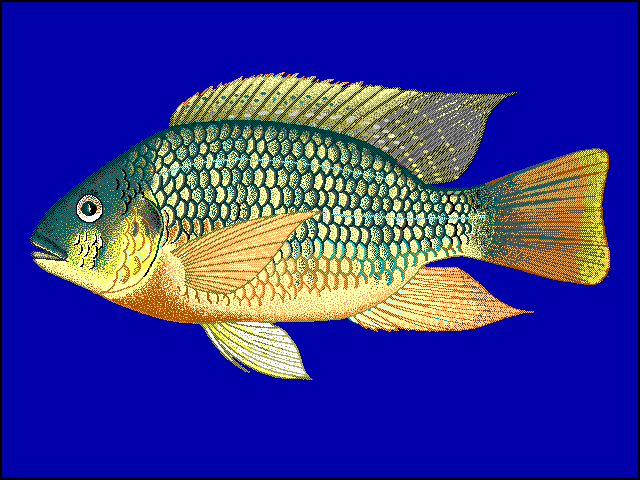
Tilapia rendalli

Aquesta llista de peixos del Llac Victòria  inclou les 225 espècies de peixos que es poden trobar al Llac Victòria ordenades per l'ordre alfabètic de llur nom científic.

## A
- Alestopetersius leopoldianus
- Amphilius jacksonii
- Amphilius uranoscopus
- Anguilla anguilla
- Aplocheilichthys bukobanus
- Aplocheilichthys eduardensis
- Aplocheilichthys loati
- Aplocheilichthys meyburghi
- Aplocheilichthys pumilus
- Astatoreochromis alluaudi

## B
- Bagrus degeni
- Bagrus docmak
- Barbus acuticeps
- Barbus altianalis
- Barbus apleurogramma
- Barbus cercops
- Barbus jacksoni
- Barbus kerstenii
- Barbus loveridgii
- Barbus magdalenae
- Barbus neumayeri
- Barbus nyanzae
- Barbus paludinosus
- Barbus profundus
- Barbus radiatus radiatus
- Barbus sexradiatus
- Barbus trispilopleura
- Barbus viktorianus
- Barbus yongei
- Brycinus jacksonii
- Brycinus macrolepidotus
- Brycinus nurse
- Brycinus sadleri

## C
- Chiloglanis somereni
- Clariallabes petricola
- Clarias alluaudi
- Clarias gariepinus
- Clarias liocephalus
- Clarias werneri
- Ctenopoma muriei

## G
- Gambusia holbrooki
- Garra dembeensis
- Gnathonemus longibarbis

## H
- Haplochromis acidens
- Haplochromis aelocephalus
- Haplochromis altigenis
- Haplochromis apogonoides
- Haplochromis arcanus
- Haplochromis argenteus
- Haplochromis artaxerxes
- Haplochromis azureus
- Haplochromis barbarae
- Haplochromis bareli
- Haplochromis bartoni
- Haplochromis bayoni
- Haplochromis bicolor
- Haplochromis boops
- Haplochromis brownae
- Haplochromis cassius
- Haplochromis cavifrons
- Haplochromis chilotes
- Haplochromis chlorochrous
- Haplochromis chromogynos
- Haplochromis chrysogynaion
- Haplochromis cinctus
- Haplochromis cinereus
- Haplochromis cnester
- Haplochromis crassilabris
- Haplochromis crocopeplus
- Haplochromis cronus
- Haplochromis cryptodon
- Haplochromis cryptogramma
- Haplochromis cyaneus
- Haplochromis decticostoma
- Haplochromis degeni
- Haplochromis dentex
- Haplochromis dichrourus
- Haplochromis diplotaenia
- Haplochromis dolichorhynchus
- Haplochromis empodisma
- Haplochromis erythrocephalus
- Haplochromis estor
- Haplochromis eutaenia
- Haplochromis fischeri
- Haplochromis flavipinnis
- Haplochromis flavus
- Haplochromis fusiformis
- Haplochromis gigas
- Haplochromis gilberti
- Haplochromis gowersii
- Haplochromis granti
- Haplochromis greenwoodi
- Haplochromis guiarti
- Haplochromis harpakteridion
- Haplochromis heusinkveldi
- Haplochromis hiatus
- Haplochromis howesi
- Haplochromis humilior
- Haplochromis igneopinnis
- Haplochromis iris
- Haplochromis ishmaeli
- Haplochromis kujunjui
- Haplochromis labriformis
- Haplochromis lacrimosus
- Haplochromis laparogramma
- Haplochromis lividus
- Haplochromis longirostris
- Haplochromis luteus
- Haplochromis macrocephalus
- Haplochromis macrognathus
- Haplochromis macrops
- Haplochromis maculipinna
- Haplochromis maisomei
- Haplochromis mandibularis
- Haplochromis martini
- Haplochromis maxillaris
- Haplochromis mbipi
- Haplochromis megalops
- Haplochromis melanopterus
- Haplochromis melanopus
- Haplochromis melichrous
- Haplochromis mento
- Haplochromis michaeli
- Haplochromis microdon
- Haplochromis mylergates
- Haplochromis nanoserranus
- Haplochromis nigrescens
- Haplochromis nigricans
- Haplochromis niloticus
- Haplochromis nubilus
- Haplochromis nuchisquamulatus
- Haplochromis nyanzae
- Haplochromis nyererei
- Haplochromis obesus
- Haplochromis obliquidens
- Haplochromis obtusidens
- Haplochromis oligolepis
- Haplochromis omnicaeruleus
- Haplochromis pachycephalus
- Haplochromis pallidus
- Haplochromis paraguiarti
- Haplochromis paraplagiostoma
- Haplochromis paropius
- Haplochromis parorthostoma
- Haplochromis parvidens
- Haplochromis pellegrini
- Haplochromis percoides
- Haplochromis perrieri
- Haplochromis pharyngomylus
- Haplochromis phytophagus
- Haplochromis piceatus
- Haplochromis pitmani
- Haplochromis plagiodon
- Haplochromis plagiostoma
- Haplochromis plutonius
- Haplochromis prodromus
- Haplochromis prognathus
- Haplochromis pseudopellegrini
- Haplochromis ptistes
- Haplochromis pundamilia
- Haplochromis pyrrhocephalus
- Haplochromis pyrrhopteryx
- Haplochromis retrodens
- Haplochromis riponianus
- Haplochromis rubripinnis
- Haplochromis rufocaudalis
- Haplochromis rufus
- Haplochromis sauvagei
- Haplochromis saxicola
- Haplochromis serranus
- Haplochromis simotes
- Haplochromis spekii
- Haplochromis squamulatus
- Haplochromis sulphureus
- Haplochromis tanaos
- Haplochromis teegelaari
- Haplochromis teunisrasi
- Haplochromis theliodon
- Haplochromis thereuterion
- Haplochromis thuragnathus
- Haplochromis tridens
- Haplochromis tyrianthinus
- Haplochromis ushindi
- Haplochromis victoriae
- Haplochromis victorianus
- Haplochromis vonlinnei
- Haplochromis welcommei
- Haplochromis xanthopteryx
- Haplochromis xenognathus
- Haplochromis xenostoma
- Hippopotamyrus grahami

## L
- Labeo victorianus
- Labeo werneri
- Lates niloticus

## M
- Marcusenius macrolepidotus macrolepidotus
- Marcusenius rheni
- Marcusenius victoriae
- Mastacembelus frenatus
- Micropterus dolomieu
- Micropterus salmoides
- Mormyrus kannume

## N
- Nothobranchius robustus
- Nothobranchius taeniopygus

## O
- Oreochromis esculentus
- Oreochromis leucostictus
- Oreochromis niloticus eduardianus
- Oreochromis niloticus niloticus
- Oreochromis variabilis

## P
- Petrocephalus catostoma catostoma
- Poecilia reticulata
- Pollimyrus nigricans
- Protopterus aethiopicus aethiopicus
- Pseudocrenilabrus multicolor multicolor
- Pseudocrenilabrus multicolor victoriae

## R
- Rastrineobola argentea

## S
- Sarotherodon galilaeus galilaeus
- Schilbe intermedius
- Schilbe mystus
- Synodontis afrofischeri
- Synodontis victoriae

## T
- Tilapia rendalli
- Tilapia zillii

## X
- Xenobarbus loveridgei
- Xenoclarias eupogon

## Z
- Zaireichthys rotundiceps[1]